# Полесская низменность
Поле́сская ни́зменность (бел. Пале́ская нізі́на, укр. Полі́ська низовина́) — низменность, расположенная по обеим сторонам белорусско-украинской границы (юг Беларуси, главным образом Брестская, Гомельская и Могилёвская области — Белорусское Полесье, и север Украины: б. ч. Волынской, Ровненской, Житомирской и северной части Киевской, Черниговской и Сумской областей — Украинское Полесье), заходящая также на территории России (Брянская область — Брянско-Жиздринское Полесье) и Польши (до границ с Подляшьем).

Шишкин, Иван Иванович. «Пейзаж Полесья».

Полесская низменность находится в западной части Восточно-Европейской равнины. Общая площадь около 270 тыс. км², высоты 100—250 м. В южной части над низменностью поднимается Словечанско-Овручский кряж (высота до 316 м).
Климат умеренный.

Шишкин, Иван Иванович. «Болото. Полесье», 1890 год.

Бо́льшую часть Полесской низменности занимают леса и болота (Пинские, или Припятские болота).
Леса занимают ок. 1/3 площади (сосна с примесью дуба, осины, ели, граба, на заболоченных участках речных долин — леса из ольхи, берёзы, ясеня, тополя). Ок. 1/4 площади занято лугами.
В почвенном покрове преобладают дерново-подзолистые, торфяно-болотные и луговые почвы.
Крупнейшие реки, протекающие по Полесской низменности, — Днепр (в среднем течении), Припять, Десна. Характерен высокий уровень грунтовых вод. В 1960-х — 1980-х гг. здесь проводились значительные работы по осушению земель.
Много озёр (Червоное озеро, Выгоновское озеро, озеро Свитязь и др.)
Важнейшие полезные ископаемые: нефть, бурый уголь (Припятская впадина), торф (р-н Пинска, Волынское и др.), калийные соли (Старобинское месторождение).